# Palais Kharitonov
Le palais Kharitonov est la plus grande résidence princière de l'Oural. La construction de ce palais néo-classique a été ordonnée en 1794 par Lev Rastorguiev, richissime négociant et exploitant vieux-croyant. Le pavillon central a été édifié au sommet de la colline dite de l’Annonciation à Iekaterinbourg ;  l’église de l’Annonciation, voisine, lui est contemporaine. 

## Histoire
Le palais doit son nom à Piotr Kharitonov, gendre de Rastorguiev qui hérita de cette propriété en 1824 et chargea l’architecte Mikhaïl P. Malakhov de relier entre eux les différents pavillons par une série de passages couverts. Kharitonov ordonna également l’aménagement de jardins anglais. Les traitements honteux qu’il infligeait à ses serfs alimentent diverses légendes sur l’existence de pièces souterraines où l'on torturait. Le palais a été visité par l'empereur Alexandre en 1824.
En 1837, Kharitonov fut publiquement blâmé pour sa cruauté, jugé et condamné à la prison à vie dans la forteresse de Kexholm. Alors, le palais sombra dans le délabrement, pour n’être réparé qu’à la fin des années 1930 afin d’y abriter un camp de Pionniers. Piotr Latichev, émissaire présidentiel pour le District fédéral de l'Oural, envisageait de reprendre le palais en 2000 pour en faire sa résidence, mais la campagne de protestation qui s'est ensuivie l'y a fait renoncer.

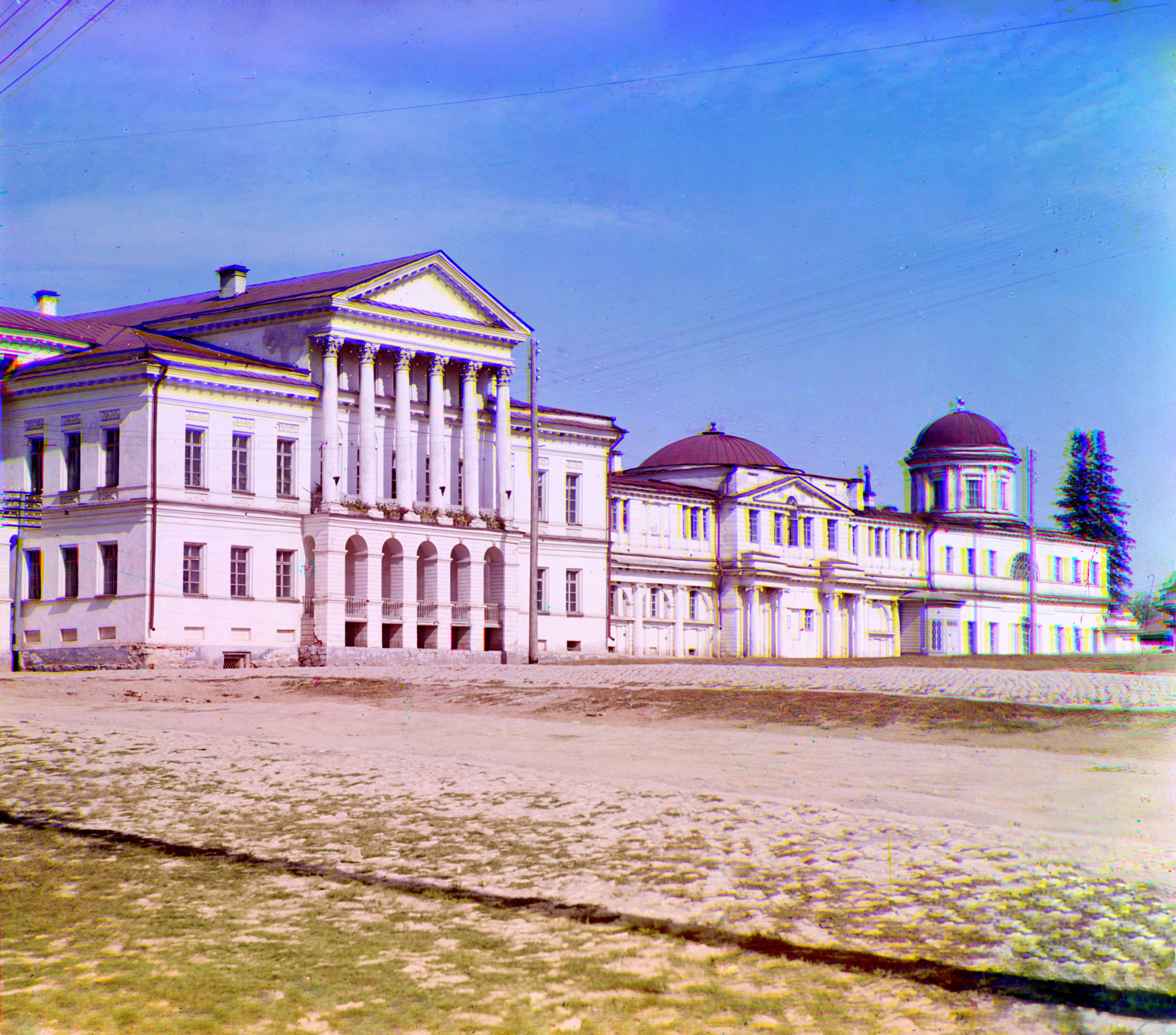
Photographie par Prokoudine-Gorski à la Belle-Époque
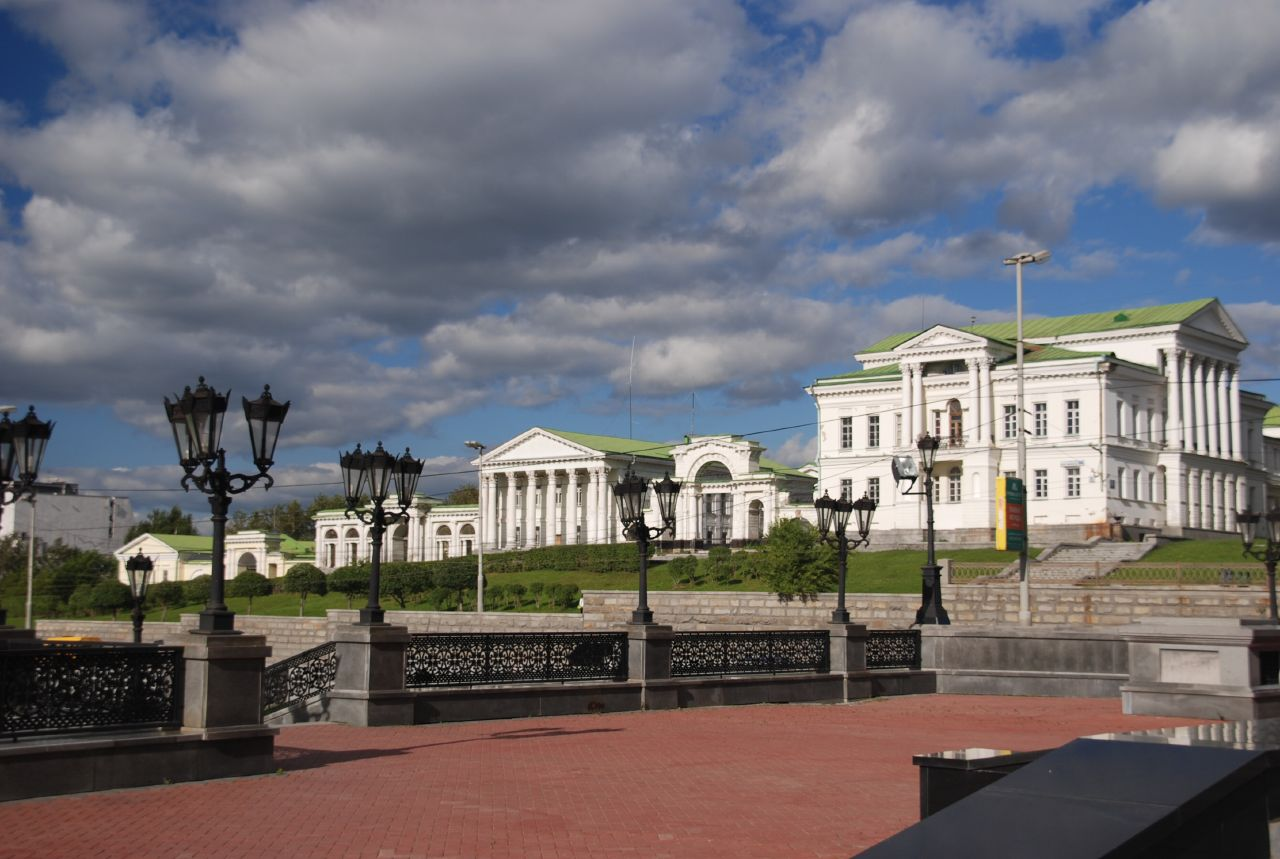
Le complexe résidentiel
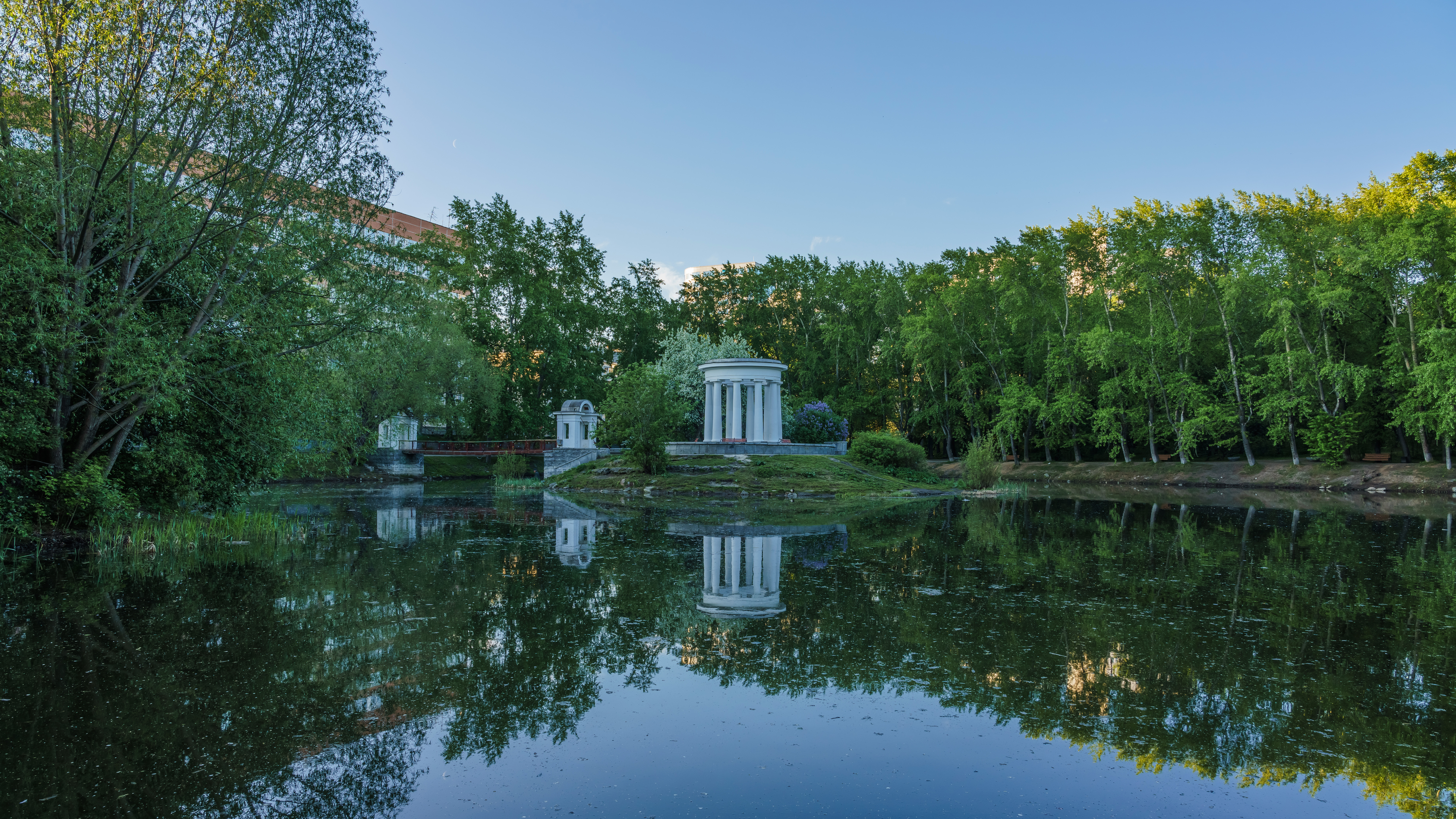
Les jardins Kharitonov